# Philippe Fargeon
Philippe Fargeon (født 24. juni 1964 i Ambilly, Frankrig) er en fransk tidligere fodboldspiller (angriber).
På klubplan spillede Fargeon blandt andet for Girondins Bordeaux og AJ Auxerre i hjemlandet, samt for schweiziske Servette. Med Bordeaux var han i 1987 med til at vinde The Double med sejr i både ligaen og pokalturneringen Coupe de France.
Fargeon spillede desuden syv kampe for Frankrigs landshold, hvori han scorede to mål. Hans første landskamp var en EM-kvalifikationskamp mod Norge 16. juni 1987, hans sidste en venskabskamp mod Nordirland 27. april 1988.

## Titler
Ligue 1
- 1987 med Bordeaux

Coupe de France
- 1987 med Bordeaux